# Torneo de Volcadas de la LNB
El Torneo de Volcadas de la LNB es uno de los concursos anuales del Juego de las Estrellas de la LNB y se disputa desde la primera edición de los mismos, en 1988. En la edición 2013-14, hubo, por primera vez, dos campeones: Tayavek Gallizi y Rasheem Barret. El santafesino Tayavek Gallizi es el máximo ganador del Torneo, logrado en tres ocasiones de manera consecutiva; en 2013, 2014 y 2015.

## Modo de disputa
Durante el primer día, los participantes compiten en dos vueltas de dos intentos cada una, los tres que obtengan los mayores puntajes avanzan a la siguiente ronda, que se disputa el segundo día.
En el segundo día se suma el último campeón y los cuatro participantes se enfrentan nuevamente con el mismo sistema. Los dos primeros disputan la final. En caso de igualdad se disputa un intento más para desempatar.
Las volcadas se puntúan con 25 como mínimo y 50 como máximo, y el jurado que evalúa está compuesto por cinco integrantes.

## Ganadores

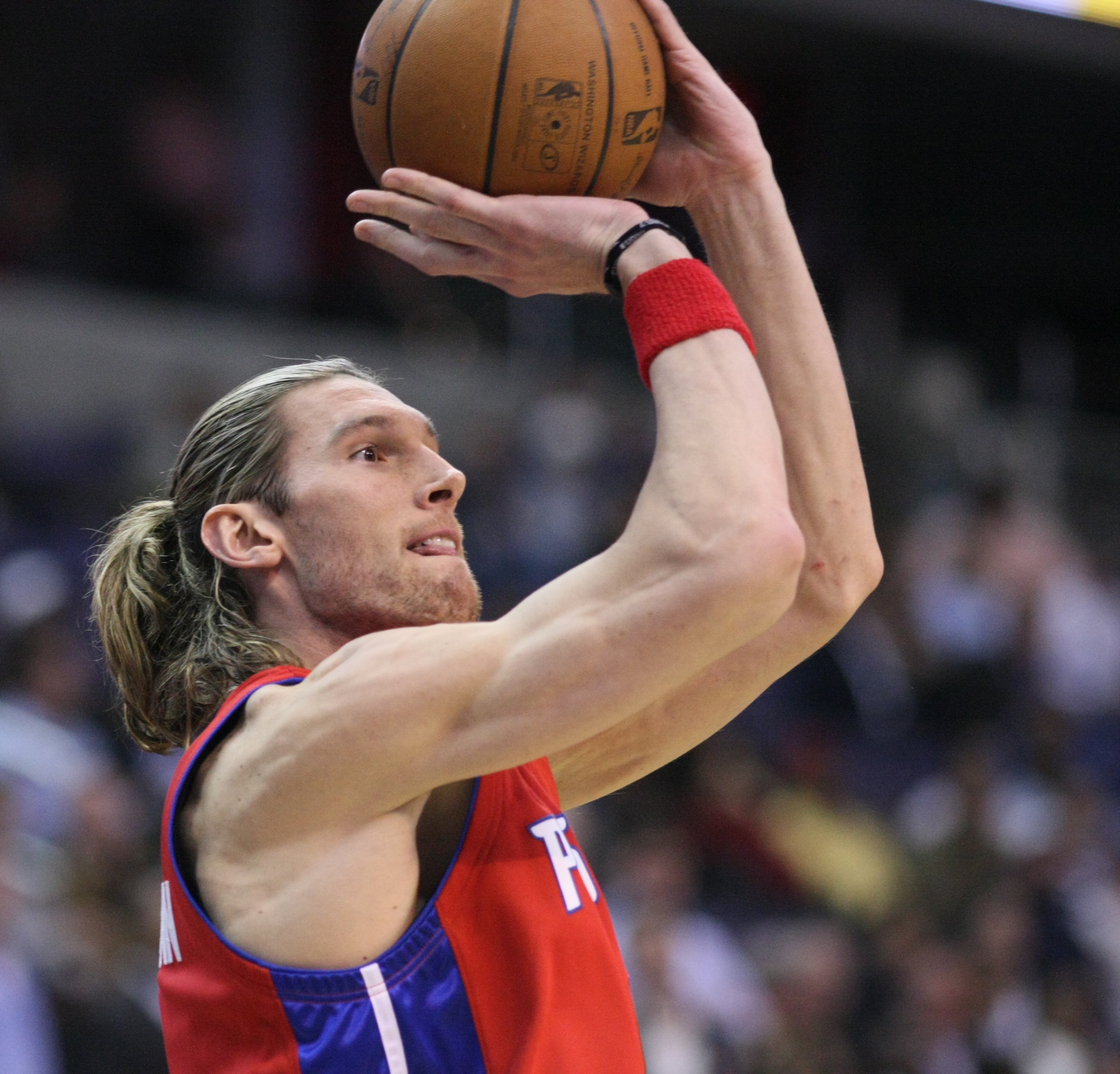
Walter Herrmann, el segundo jugador con más títulos en la historia del torneo.

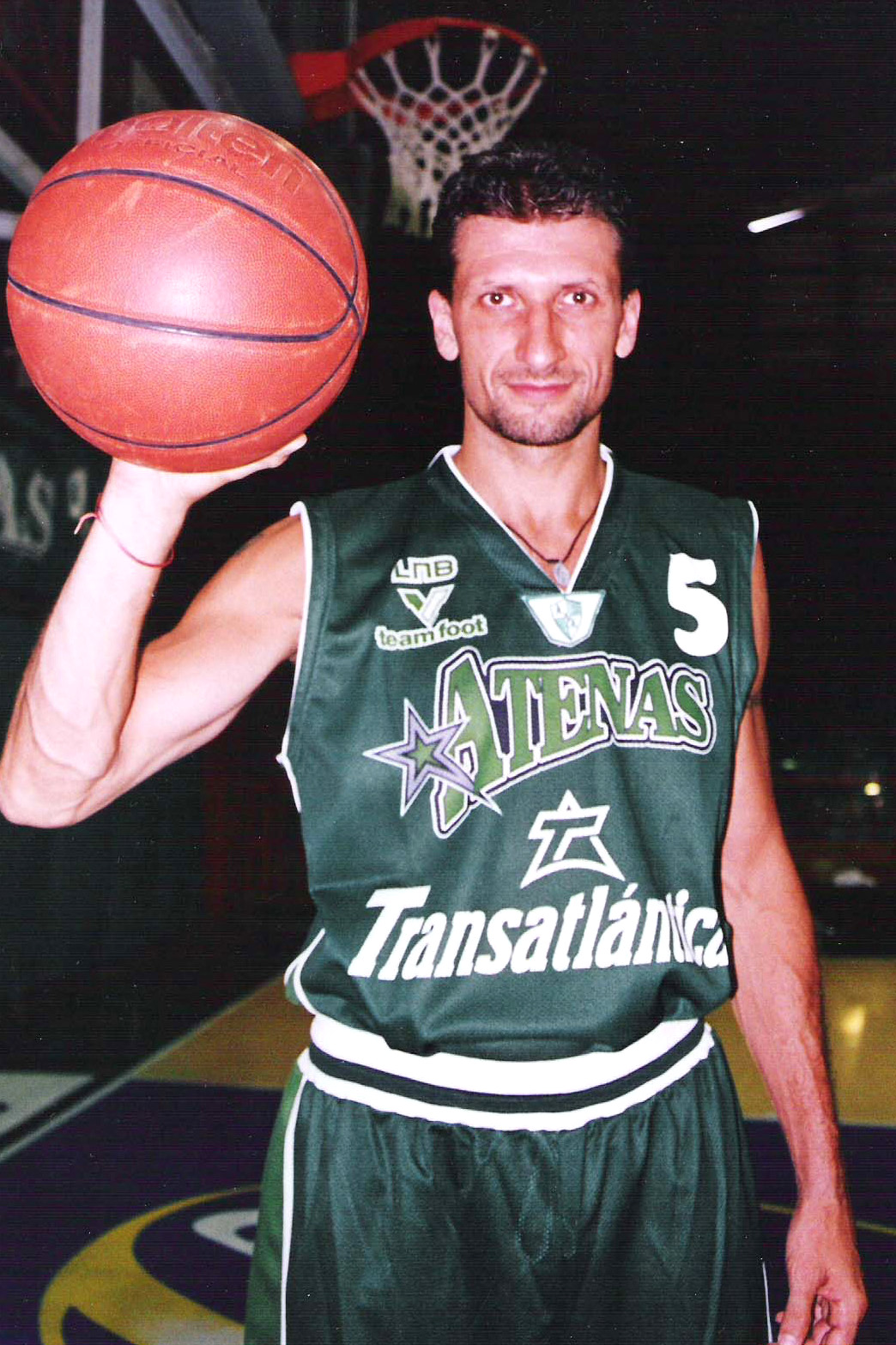
Héctor Campana, el ganador de la tercera edición del torneo, la 1990.

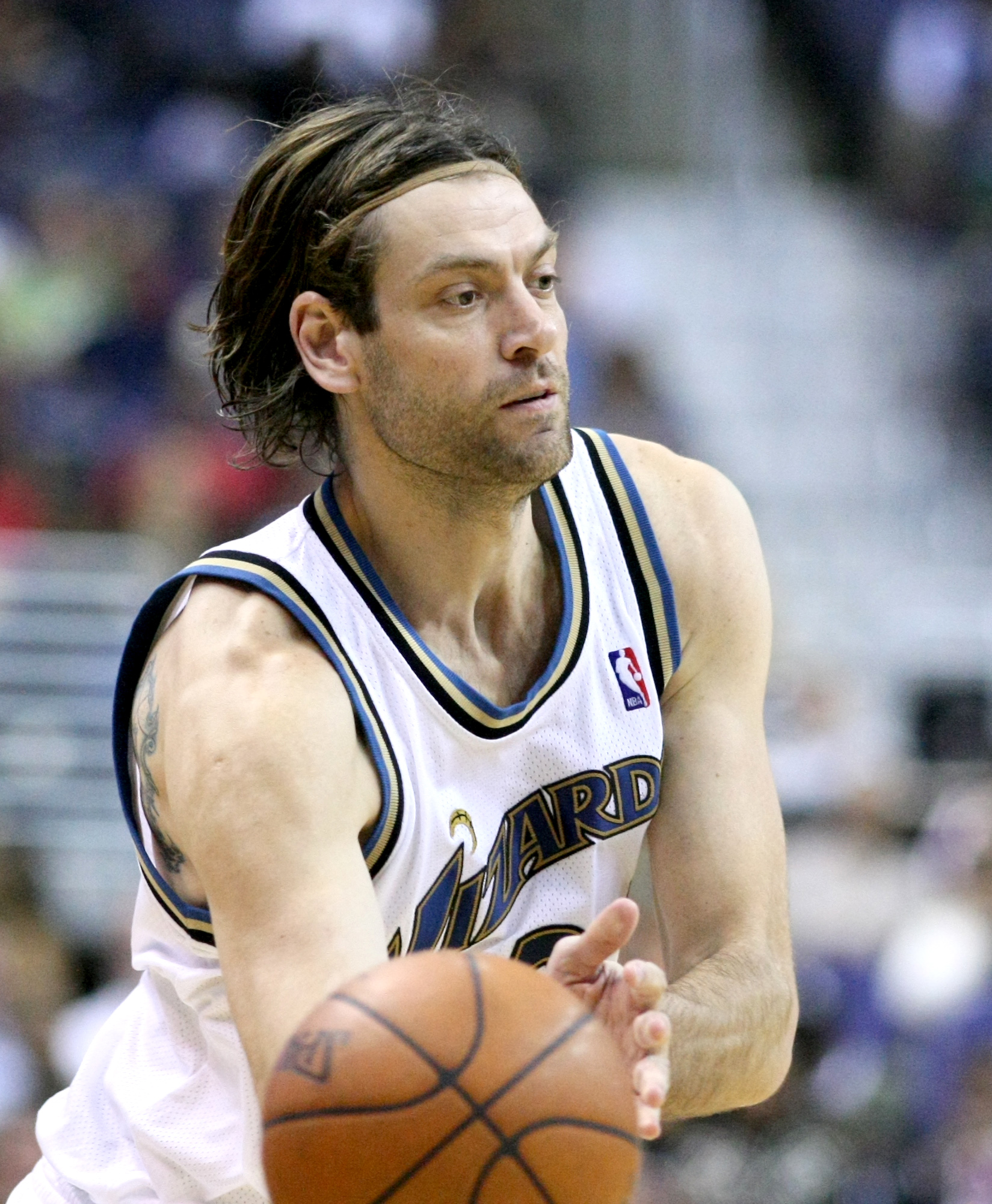
Fabricio Oberto, ex-NBA que ganó la edición 1995.

| Jugador (#) | Denota el número de veces que el jugador ha ganado el concurso                |
| Equipo (#)  | Denota el número de veces que un jugador de este equipo ha ganado el concurso |

| Juego | Jugador                            | Equipo                                               |
| ----- | ---------------------------------- | ---------------------------------------------------- |
| 1988  | Raúl Merlo                         | River Plate (1)                                      |
| 1989  | Luis Villar                        | River Plate (2)                                      |
| 1990  | Héctor Campana                     | River Plate (3)                                      |
| 1991  | Hernán Montenegro                  | Estudiantes de Bahía Blanca                          |
| 1992  | Jorge Racca                        | Pico Football Club                                   |
| 1993  | Oscar Chiaramello                  | Gimnasia y Esgrima (Comodoro Rivadavia)              |
| 1994  | —                                  | —                                                    |
| 1995  | Fabricio Oberto                    | Atenas de Córdoba (1)                                |
| 1996  | Leandro Palladino                  | Atenas de Córdoba (2)                                |
| 1997  | Marcelo Mangiacavalli              | Obras Sanitarias (1)                                 |
| 1998  | Leonardo Gutiérrez                 | Olimpia de Venado Tuerto (1)                         |
| 1999  | Walter Herrmann (1)                | Olimpia de Venado Tuerto (2)                         |
| 2000  | Walter Herrmann (2)                | Olimpia de Venado Tuerto (3)                         |
| 2001  | Diego Ciorciari                    | Ferro Carril Oeste                                   |
| 2002  | Federico Van Lacke                 | Atlético Echagüe Club (1)                            |
| 2003  | Fernando Funes                     | Atenas de Córdoba (3)                                |
| 2004  | Jamaal Thomas                      | Atlético Echagüe Club (2)                            |
| 2005  | Mariano Fierro                     | Estudiantes de Olavarría (1)                         |
| 2006  | Pablo Espinoza                     | Argentino de Junín (1)                               |
| 2007  | Byron Johnson                      | Independiente de Neuquén                             |
| 2008  | Chris Jeffries                     | Obras Sanitarias (2)                                 |
| 2009  | Dragan Capitanich                  | Quilmes de Mar del Plata (1)                         |
| 2010  | Alan Omar                          | Obras Sanitarias (3)                                 |
| 2011  | Decorey Young                      | Instituto de Córdoba                                 |
| 2012  | William Graves                     | Boca Juniors                                         |
| 2013  | Tayavek Gallizi (1)                | Quilmes de Mar del Plata (2)                         |
| 2014  | Tayavek Gallizi (2) Rasheem Barret | Quilmes de Mar del Plata (3) San Lorenzo (Chivilcoy) |
| 2015  | Tayavek Gallizi (3)                | Quilmes de Mar del Plata (4)                         |
| 2016  | Anthony Johnson                    | Weber Bahía                                          |
| 2017  | Carlos Buemo                       | Echagüe                                              |
| 2018  | Leandro Cerminato                  | Estudiantes de Olavarría (2)                         |
| 2019  | Ramiro Trebucq                     | Argentino de Junín (2)                               |

### Jugadores con más victorias
| Jugador         | Victorias | Años              |
| --------------- | --------- | ----------------- |
| Tayavek Gallizi | 3         | 2013, 2014, 2015. |
| Walter Herrmann | 2         | 1999, 2000.       |

### Clubes con más victorias
| Equipo                   | Victorias | Años                    |
| ------------------------ | --------- | ----------------------- |
| Quilmes de Mar del Plata | 4         | 2009, 2013, 2014, 2015. |
| River Plate              | 3         | 1988, 1989, 1990.       |
| Olimpia de Venado Tuerto | 3         | 1998, 1999, 2000.       |
| Atenas de Córdoba        | 3         | 1995, 1996, 2003.       |
| Obras Sanitarias         | 3         | 1997, 2008, 2010.       |
| Atlético Echagüe Club    | 2         | 2002, 2004.             |
| Estudiantes de Olavarría | 2         | 2005, 2018.             |
| Argentino de Junín       | 2         | 2006, 2019.             |